# Joodse begraafplaats (Smilde)
De Joodse begraafplaats van Smilde in de Nederlandse provincie Drenthe ligt in de dorpskern Hoogersmilde, circa 300 meter ten westen van de Drentse Hoofdvaart. Op de begraafplaats staan thans 40 grafstenen.

## Geschiedenis
Smilde had van circa 1825 tot de Tweede Wereldoorlog een kleine, maar zelfstandige Joodse gemeenschap. De eerste Joden vestigden zich eind 18e eeuw in deze plaats. Dat ging gepaard met protest van de plaatselijke bevolking. In 1825 kreeg de Joodse gemeente de rang van Bijkerk onder Dwingeloo. In het nabije Kloosterveen kwam in 1846 een synagoge.
Na de Holocaust in de Tweede Wereldoorlog keerden er nauwelijks Joden terug. Het synagogegebouw werd afgebroken en de Joodse gemeente werd in 1950 bij Assen gevoegd.

## Afbeeldingen

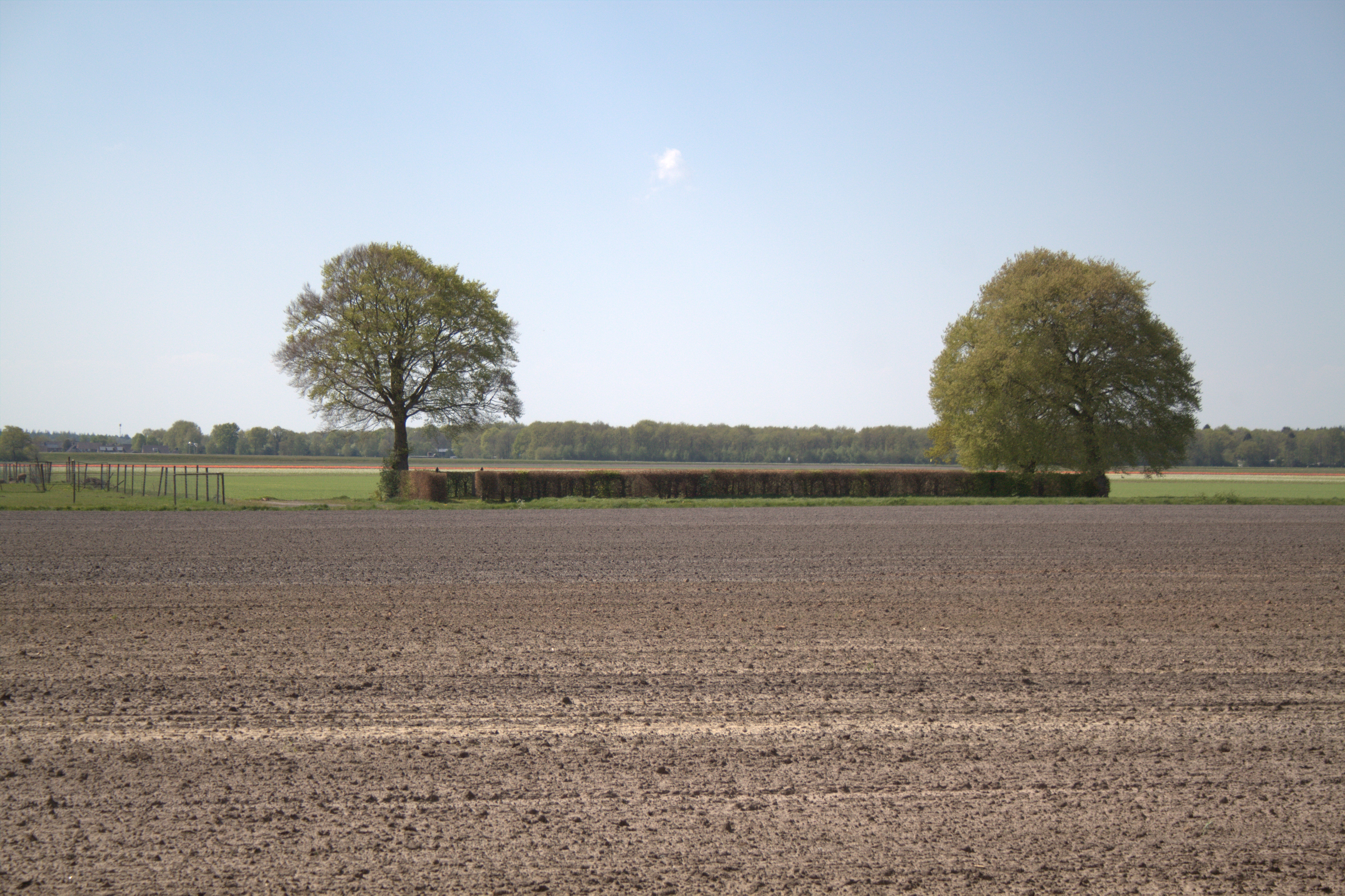
Situering van de begraafplaats
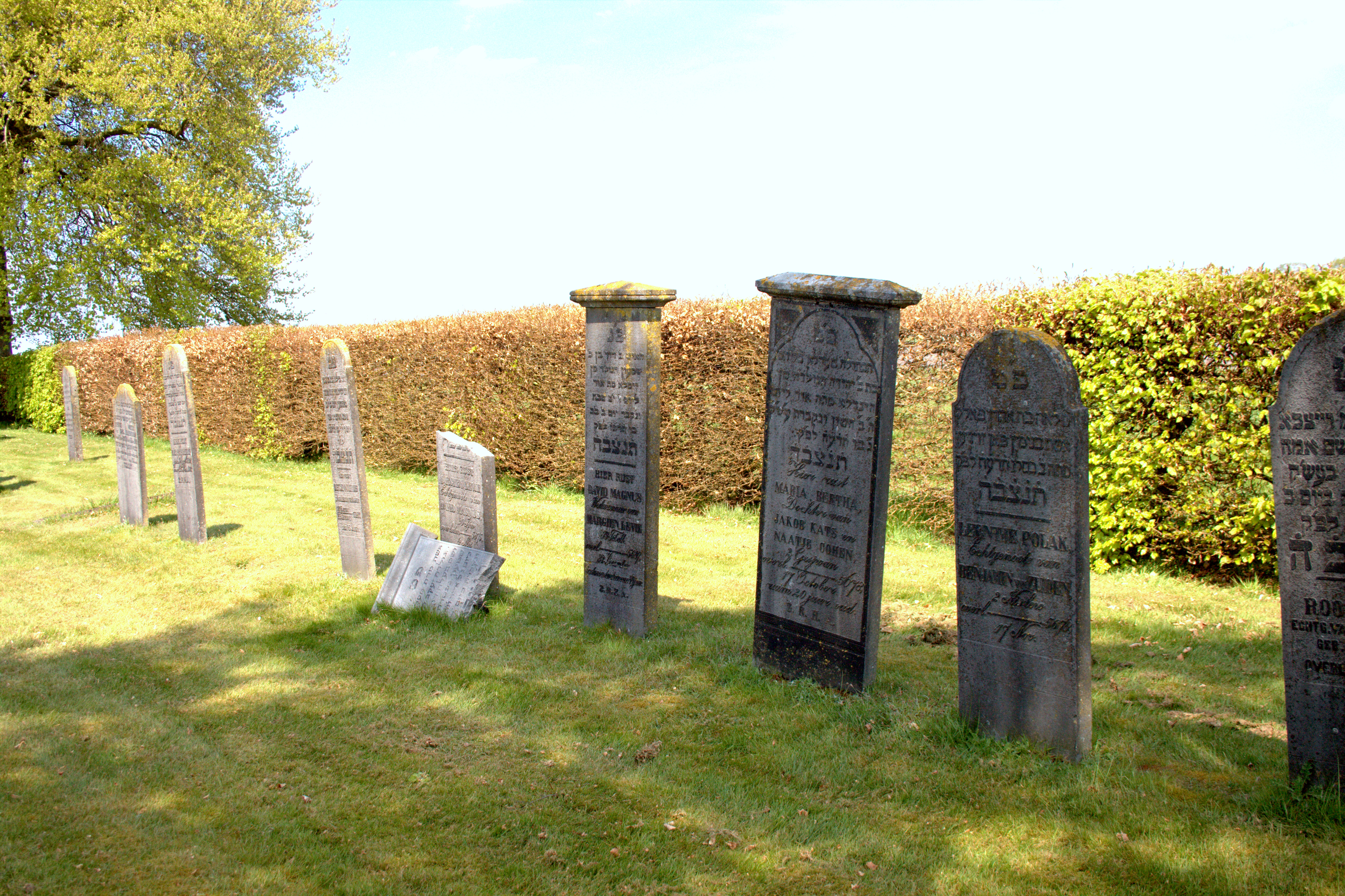
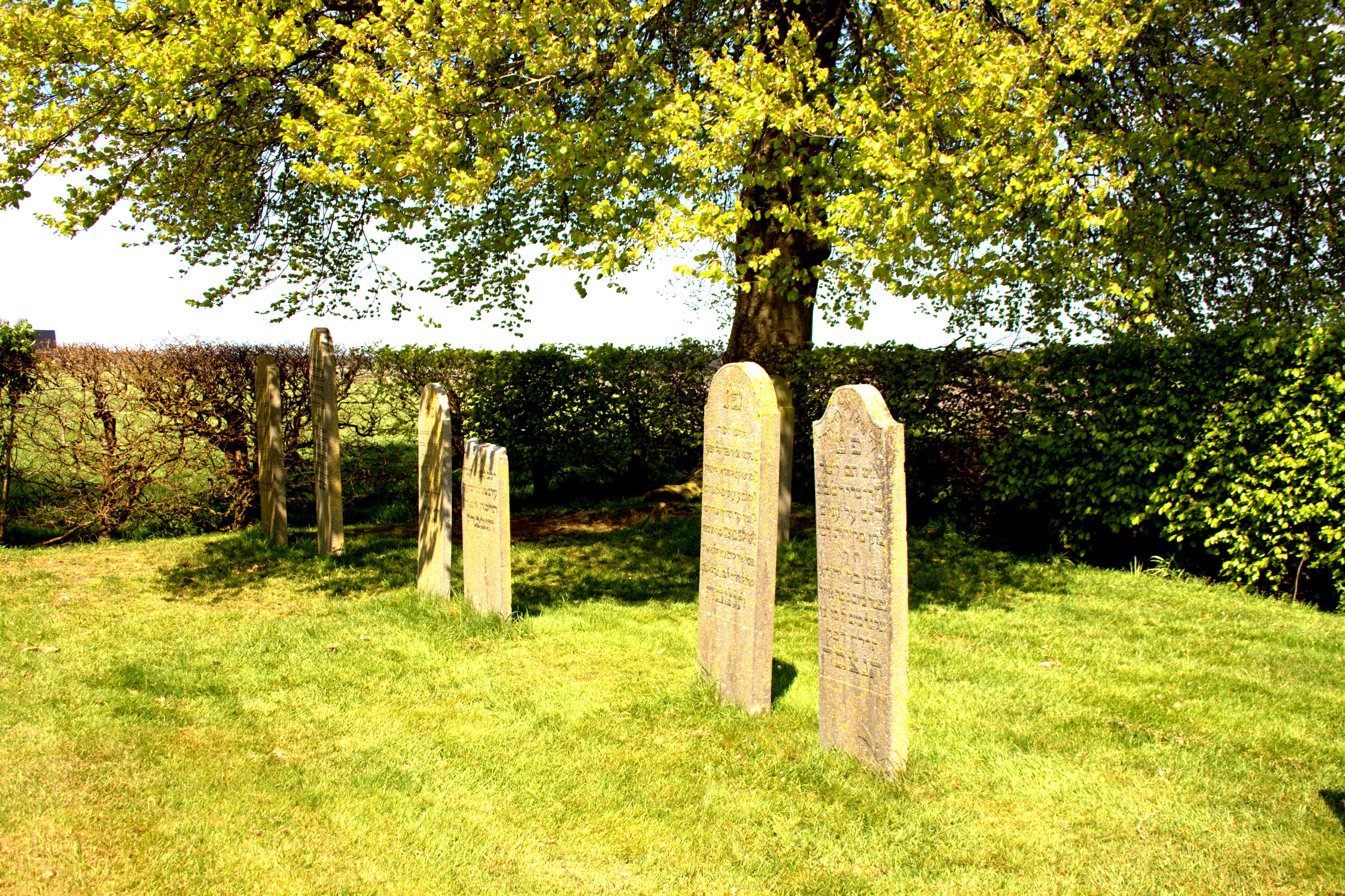